# Хажметов, Хасан Хушхович
Хасан Хушхович Хажметов — советский хозяйственный, государственный и политический деятель, Герой Социалистического Труда.

## Биография
Родился в 1931 году в селе Старая Крепость Баксанского округа Кабардинской автономной области. Член КПСС .
С 1946 года — на хозяйственной, общественной и политической работе. В 1946—1993 гг. — прицепщик тракторной бригады, тракторист в колхозе имени Шогенцукова, в Советской Армии, заведующий производственным участком, председатель колхоза имени Шогенцукова Баксанского района Кабардино-Балкарской АССР, директор Баксанского пищекомбината. 
Указом Президиума Верховного Совета СССР от 8 апреля 1971 года присвоено звание Героя Социалистического Труда с вручением ордена Ленина и золотой медали «Серп и Молот».
Умер в Баксане в 2007 году.